# Jean-Pierre Chevènement

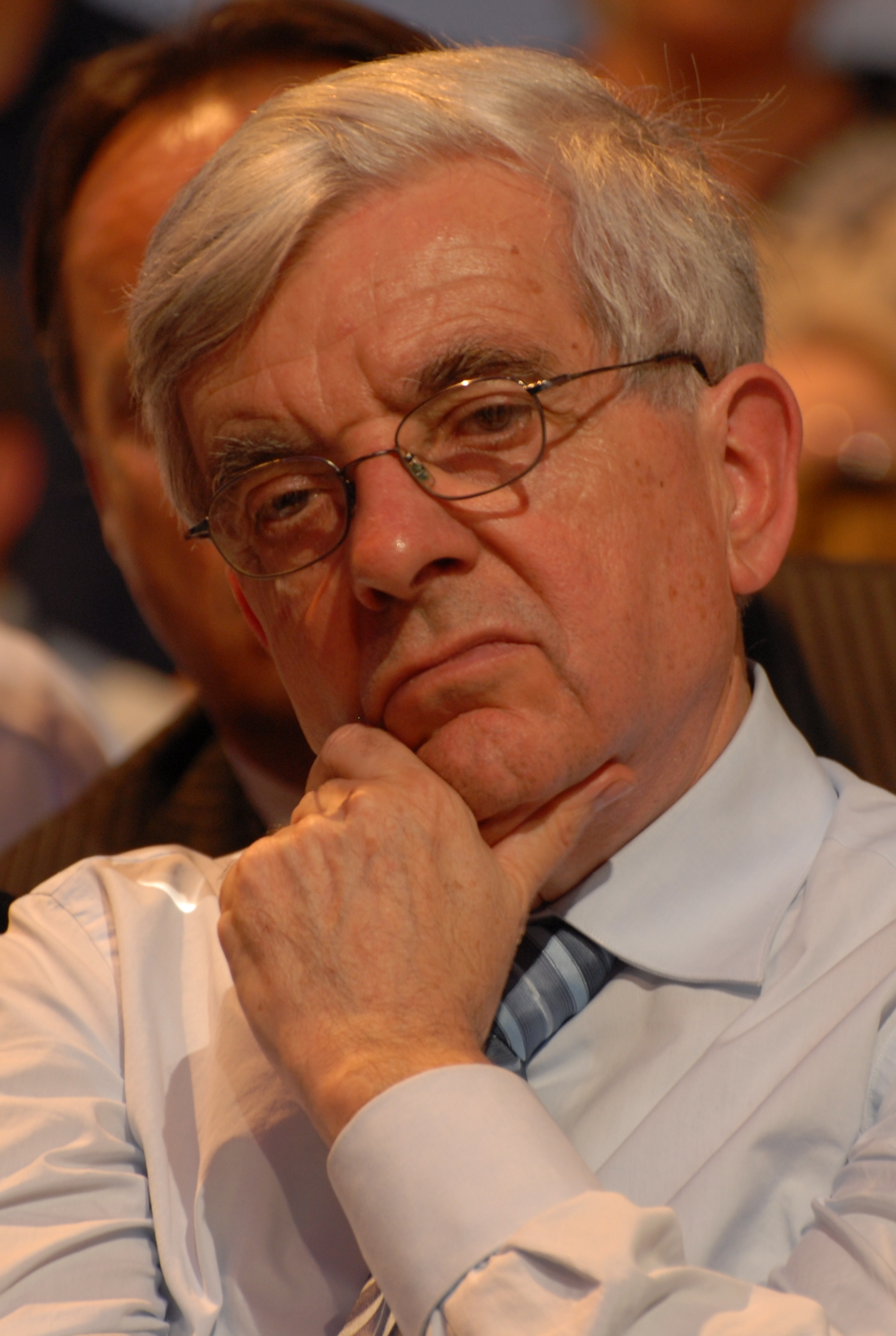
Jean-Pierre Chevènement (Toulouse, 2007).

Jean-Pierre Chevènement [ʒɑ̃ pjɛʁ ʃəvɛnmɑ̃] (Belfort, 9 de marzo de 1939), político francés, fundador del partido Movimiento Republicano y Ciudadano (Mouvement Républicain et Citoyen en francés), antiguo miembro del Partido Socialista y varias veces ministro del gobierno de Francia. Pertenece al club Le Siècle.

## Orígenes
Hijo de profesores, estudia en la Escuela Nacional de Administración (ENA), en la misma promoción que el futuro primer ministro Lionel Jospin (1965) y adheriendo durantes sus estudios a la Sección Francesa de la Internacional Obrera (SFIO).

## Carrera política

### Miembro del PSF
En 1971 participa a la fundación del PSF, siendo elegido diputado por el territorio de Belfort en 1973.
En 1979 apoya las tesis de François Mitterrand en el congreso del PSF de Metz, resultando elegido para redactar el programa socialista que resultará victorioso en las elecciones presidenciales de 1981.
Nombrado ministro de Investigación y Tecnología desde el 22 de marzo de 1981, en este periodo es también elegido presidente del consejo regional de la región del Franco-Condado y alcalde de Belfort el 14 de marzo de 1983. Aunque pocos días después dimite del cargo de ministro, en 2005 conservaba todavía el cargo de alcalde de esta ciudad.
En 1984 regresa al gobierno como ministro de Educación hasta 1986 y más tarde como ministro de defensa (1988) hasta su dimisión el 19 de enero de 1991, con la que manifiesta su oposición a la participación de Francia en la Guerra del Golfo. 
Esta decisión le alejará progresivamente del PSF, partido que abandona en 1993 para transformar en partido político el Mouvement des Citoyens (MDC).

### Fundación del MDC
En las europeas de 1994, obtiene únicamente el 2,54% de votos (unos 450 000), pero su prestigio le lleva a ser llamado por Lionel Jospin para el cargo de ministro del Interior en 1997 en un gobierno de coalición de izquierdas.
En septiembre de 1998, mientras es operado de una vesícula biliar, sufre un grave accidente al resultar alérgico a la anestesia que le lleva al coma durante varios días.
Aunque recupera el puesto en el ministerio sólo 4 meses después del accidente, dimitirá nuevamente del cargo por su desacuerdo con el proyecto de autonomía de Córcega, en honor a su célebre frase: Un Ministro, o bien cierra el pico, o bien dimite.
Como candidato a Presidente de la República, en el 2002 obtiene el 5,33% de los sufragios (más de 1,5 millones de votos) en unas elecciones marcadas por la ascensión de los votos del Frente Nacional de Jean-Marie Le Pen que llegó a desbancar a Lionel Jospin para la disputa de la segunda vuelta presidencial. Al término de estas elecciones, renovó el MDC formando el Mouvement Républicain y Citoyen (MRC).

### Líder del MRC
Desde agosto de 2004, el MRC se declara partidario del no al proyecto de la Constitución Europea por interpretarla como un vasallaje a los Estados Unidos, posición que obtendrá la mayoría del 54,87% de votos en el referéndum de mayo de 2005.
El congreso del MRC de abril de 2005 le confirma como candidato a las presidenciales del 2007.